# Prachovské skály
Prachovské skály är klippor i Tjeckien. De ligger i den centrala delen av landet, 70 km nordost om huvudstaden Prag. Prachovské skály ligger 421 meter över havet.
Terrängen runt Prachovské skály är platt åt sydväst, men åt nordost är den kuperad. Prachovské skály ligger uppe på en höjd. Runt Prachovské skály är det tätbefolkat, med 493 invånare per kvadratkilometer. Närmaste större samhälle är Jičín, 5,8 km sydost om Prachovské skály. Trakten runt Prachovské skály består till största delen av jordbruksmark.